# Kathrin Veits-Kick
Kathrin Veits-Kick (* 19. August 1909 in Tetschen/Böhmen; † 3. April 1997 in Memmingen) war eine deutsche Malerin, Grafikerin und Bildhauerin.

## Leben

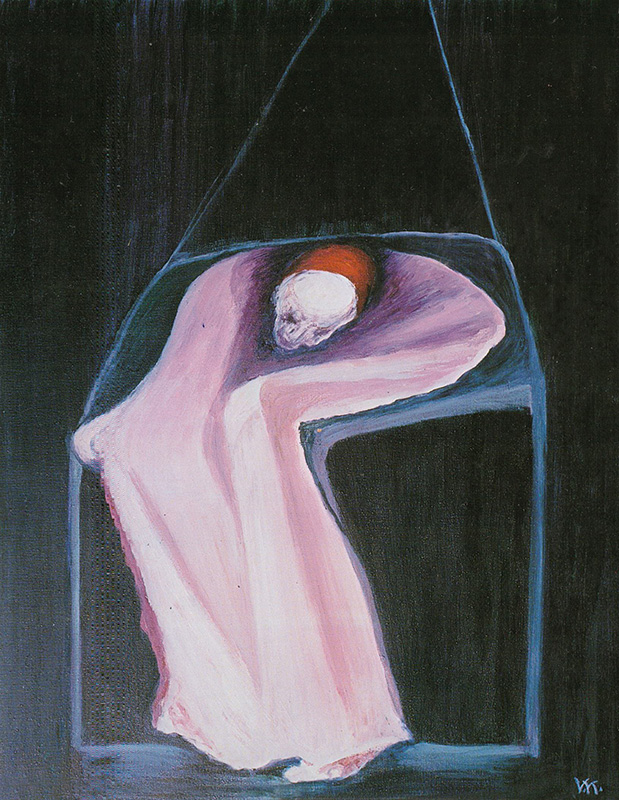
Müder Papst, Öl, 80 × 100 cm

Kathrin Veits-Kick wuchs in einem großbürgerlichen Elternhaus in Prag auf. lhr Vater war Architekt und Professor der dortigen Technischen Hochschule, ihre Mutter entstammte einer reichen Fabrikantenfamilie aus Tetschen. Die Eltern pflegten regen Kontakt zur Prager Kulturszene und veranstalteten regelmäßige Musikabende in ihrem Haus. Schon frühzeitig förderten sie die musische Begabung ihrer Tochter und ließen sie in Gesang, Ausdruckstanz, Bildhauerei und Malerei ausbilden. Ihre künstlerische Ausbildung erhielt sie auf der Kunstgewerbeschule in Reichenberg, später auf der Kunstfachschule in Gablonz. Dort begann sie bei Max Schwelder (* 1895) das Studium der Bildhauerei, das sie bei  Hermann Alfred Raddatz an der Dresdener Akademie fortsetzte.
Im Jahr 1933 heiratete sie Regierungsdirektor Franz Veits. Nach der Trennung von ihrem Mann und der Vertreibung aus ihrer Heimat im Jahr 1945 fand sie im Allgäu, in Bolsterlang und Fischen, mit ihrem damals neunjährigen Sohn eine neue Bleibe. Durch die Herstellung von Schmuck und Gebrauchskeramik und durch Porträtaufträge in Malerei und Plastik verdiente sie ihren Lebensunterhalt. 1955 zog sie nach Memmingen. Ihre Werke wurden in zahlreichen Ausstellungen gezeigt und sie erhielt mehrere Kunstpreise, dennoch lebte sie in materiel bescheidenen Verhältnissen und lebte nach dem frühen Tod ihres Sohnes im Jahr 1975 zurückgezogen.
Kathrin Veits-Kick verstarb im April 1997; ihre letzte Ruhestätte fand sie auf dem Waldfriedhof in Memmingen.
Kathrin Veits-Kick war Gründungsmitglied der Memminger Künstlervereinigung „Der Kreis“ und Mitglied im Berufsverband Bildender Künstler (BBK) Schwaben-Süd.
Ihr künstlerischer Nachlass wird von ihrer Schwiegertochter Gudrun Veits verwaltet.

## Künstlerisches Werk

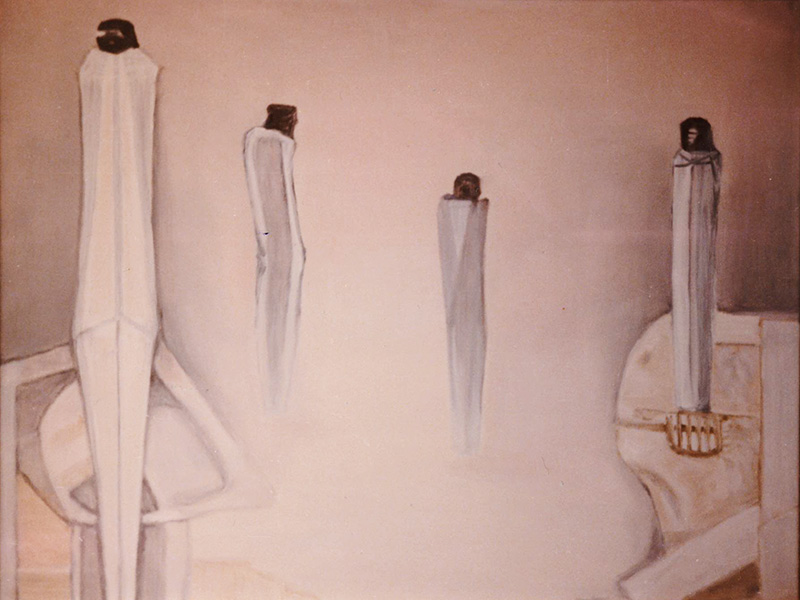
Isolation, Öl, 100 × 80 cm

Bezüglich ihrer Techniken bevorzugte Veits-Kick vor allem Spritzaquarelle. Sie arbeitete aber auch in Öl, Aquarell und Mischtechnik. Ebenso fertigte sie Lithografien, Serigrafien und Linolschnitte an. Ihre Plastiken formte sie in Ton und goss sie oftmals in Bronze. Zudem bog sie Figuren aus Draht und umhüllte sie mit Zement. Hervorzuheben sind ihre Spontanzeichnungen mit Lithostift. Ihre figurativen Plastiken und Grafiken zeigen meist Menschen, Köpfe, Torsi und Figuren: ängstliche, gebeugte, verletzte, oft surrealistisch verfremdet oder auf charakteristische Merkmale reduziert.
Zentrale Motive ihres Schaffens waren Katastrophen, Kriege und der geknechtete, gequälte Mensch. Vor allem im Alter umgab sie sich vermehrt mit düsteren Bildern wie zum Beispiel „Letztes Fest der Komödianten“, „Aschermittwoch“, „Unter den Brücken“, alles Themen, die sich mit Tod und Endlichkeit auseinandersetzen. Veits-Kick setzte sich zwar mit zeitgenössischer Kunst auseinander, suchte aber während ihres ganzen Schaffens stets nach einem eigenen Stil. Einer bestimmten Stilrichtung ist sie nicht zuzuordnen.

## Ausstellungen
Ausstellungen hatte Kathrin Veits-Kick u. a. in Memmingen, Kassel, Oberstdorf, Dortmund, Ulm und Irschenhausen bei München. Im Jahr 2009 fand postum eine Gedenkausstellung zu ihrem 100. Geburtstag mit Zeichnungen und Plastiken im Stadtmuseum Memmingen statt. Zudem befinden sich einige ihrer Werke im öffentlichen Besitz, so in Memmingen, in Kempten (St. Mang), dem Finanzbauamt München und Kempten, der Stadt Augsburg und dem Bundestag Bonn.

## Auszeichnungen
- 1966: Kunstpreis der Stadt Kempten[1]
- 1969 und 1970: Ehrendiplom im internationalen Wettbewerb von Monaco[1]
- 1971: Kunstpreis des Bezirks Schwaben[6]
- 1977: Bürgerpreis der Stadt Memmingen[1]